# Keven Schlotterbeck
Keven Schlotterbeck (ur. 28 kwietnia 1997 w Weinstadt) – niemiecki piłkarz występujący na pozycji obrońcy w niemieckim klubie SC Freiburg. Wychowanek VfL Kirchheim/Teck, w trakcie swojej kariery grał także w takich zespołach, jak TSG Backnang 1919 oraz Union Berlin. Młodzieżowy reprezentant Niemiec. Starszy brat Nico Schlotterbecka. W sierpniu 2023 został wypożyczony do VfL Bochum.